# محاصره صور (۱۱۸۷)
محاصره صور (انگلیسی: Siege of Tyre)، نبردی است در سال ۱۱۸۷ بین نیروهای صلیبی و صلاح‌الدین در صور که پس از محاصره چند ماهه شهر، سرانجام صلیبیون پیروز شدند.